# Wilhelm von Altrock

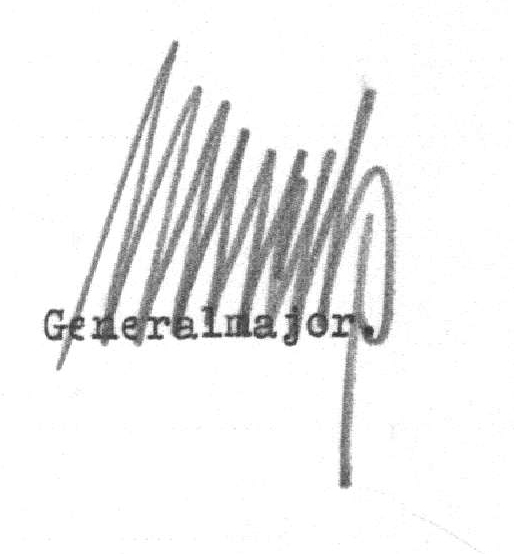
Unterschrift von Wilhelm von Altrock als Kommandeur der Oberfeldkommendantur 379, 19. September 1941

Wilhelm Eduard Paul Hugo von Altrock (* 14. August 1887 in Gröba; † 26. Februar 1952 in Diedersen) war ein deutscher Generalleutnant.

## Leben

### Herkunft
Wilhelm war ein Sohn des sächsischen Generalleutnants Hugo von Altrock (1851–1927) und dessen Ehefrau Elisabeth, geborene von Kommerstädt (1855–1935). Sein Zwillingsbruder Hans war Pächter des Rittergutes Gröba.

### Militärkarriere
Altrock wurde am 22. März 1907 aus dem Kadettenkorps kommend als charakterisierter Fähnrich dem 2. Jäger-Bataillon Nr. 13 der Sächsischen Armee überwiesen. Mit diesem Bataillon zog er in den Ersten Weltkrieg und wurde für seine Leistungen als Oberleutnant und Führer der 3. Kompanie des Radfahr-Bataillons Nr. 4 während der Kämpfe vor der Siegfriedstellung am 2. Juni 1917 mit dem Ritterkreuz des Militär-St.-Heinrichs-Ordens beliehen. Altrock war außerdem mit beiden Klassen des Eisernen Kreuzes, jeweils dem Ritterkreuz II. Klasse des Verdienstordens und des Albrechts-Ordens mit Schwertern, dem Bayerischen Militärverdienstorden IV. Klasse mit Schwertern sowie dem Reußischen Ehrenkreuz und dem Kriegsverdienstkreuz ausgezeichnet worden.
Nach Kriegsende in die Reichswehr übernommen, stieg Altrock später im Heer der Wehrmacht während des Zweiten Weltkriegs am 1. April 1943 zum Generalleutnant auf. U. a. diente er als Kommandant des Rückwärtigen Armeegebietes 559 an der Ostfront. Mit der bedingungslosen Kapitulation der Wehrmacht geriet Altrock am 8. Mai 1945 in alliierte Kriegsgefangenschaft, aus der er 1947 entlassen wurde.